# نوبويوكي كاتسوبي
نوبويوكي كاتسوبي (باليابانية: 勝部 演之) هو ممثل ياباني، ولد في 23 مايو 1938 بطوكيو في اليابان.

## وصلات خارجية
- نوبويوكي كاتسوبي على موقع IMDb (الإنجليزية)
- نوبويوكي كاتسوبي على موقع أول موفي (الإنجليزية)
- نوبويوكي كاتسوبي على موقع قاعدة بيانات الفيلم (الإنجليزية)
- نوبويوكي كاتسوبي على موقع كينوبويسك (الروسية)
- نوبويوكي كاتسوبي على موقع ANN person (الإنجليزية)